# Niobe Xandó
Niobe Nogueira Xandó Bloch (Campos Novos do Paranapanema, atual Campos Novos Paulista, 1915 — São Paulo, 19 de fevereiro de 2010) foi pintora, desenhista e escritora brasileira autodidata. Articulou, em sua obra, elementos das mais distintas tradições artísticas como o Dadaísmo, o Concretismo, a Pop art, a nova figuração, a Art Brut e o Letrismo, desenvolvendo, entre as décadas de 1950 e 1990, uma das mais singulares produções do Brasil.

## Biografia e trajetória artística
Cresceu no interior de São Paulo e mudou-se para a capital em 1932, onde casou-se aos 16 anos com João Baptista Ribeiro Costa, destacado militante comunista. Ousada, começa também a frequentar reuniões do Partido Comunista Brasileiro (PCB).
Niobe iniciou sua carreira artística apenas em 1947, em Nova Iorque. Neste mesmo ano, estreitou relações com Yoshiya Takaoka e Geraldo de Barros no ateliê do professor e artista Raphael Galvez. Sua primeira exposição individual acontece em São Paulo, na Livraria das Bandeiras, Praça da República, em 1953. Separada, casa-se com Alexandre Bloch, intelectual tcheco, a partir do qual cria amizade com o crítico Vilém Flusser, que, assim como muitos outros críticos no Brasil, acompanha seu processo artístico e escreve artigos divulgando e analisando sua obra.
O trabalho de Niobe Xandó começa a ganhar maior atenção a partir de 1965, com uma exposição na 8ª Bienal Internacional de São Paulo. Depois, foi apresentada na sala especial de Artes Mágica, Fantástica e Surrealista na 10ª Bienal Internacional de São Paulo de 1969. Em 1978, em exposição na 1ª Bienal Latino-Americana de São Paulo, fica claro sua influência das culturas africana e indígena. Flusser, na década de 1970, escrevendo sobre o limitado impacto de sua produção no cenário nacional, conclui que, se a crítica brasileira assumisse "duplo papel de análise e de preparado do público, há muito tempo que Niobe Xandó seria um catalisador da produção artística brasileira."
De obra multifacetada, com várias linhas de pesquisa diferentes, começando nos anos 50 pelo figurativismo de Paul Gauguin, Edvard Munch e Marc Chagall, passando pelo imaginário abstracionista e pela representação de totens e máscaras arcaicas nos anos 60, chegando ao letrismo da década de 70, e no mecanicismo, termo criado por ela mesma, onde embate arcaísmo e modernidade, entre as décadas de 1950 e 1990 ela "desenvolveu uma das mais singulares produções de nosso país, utilizando um sofisticado repertório que articula questões das mais distintas tradições artísticas [...]", conforme escreveu Marcelo Mattos Araújo, diretor da Pinacoteca do Estado de São Paulo.

## Exposições

### Exposições individuais
Conforme a Enciclopédia Itaú Cultural:
- 1953 - São Paulo SP - Primeira individual da artista, na Livraria das Bandeiras
- 1956 - São Paulo SP - Individual, no Clubinho dos Artistas do MAM/SP
- 1957 - Salvador BA - Individual, na Galeria Belvedere da Sé
- 1957 - La Coruña (Espanha) - Individual, na Aliança Francesa
- 1957 - Madri (Espanha) - Individual, no Café Cezánne
- 1961 - São Paulo SP - Individual na Associação Cristã de Moços
- 1962 - São Paulo SP - Individual, na Galeria Astréia
- 1964 - São Paulo SP - Individual, na Galeria Astréia
- 1966 - São Paulo SP - Individual, na Galeria Astréia
- 1969 - Londres (Inglaterra) - Individual, na Walton Gallery
- 1969 - Paris (França) - Individual, na Galerie de L'Université
- 1971 - Estocolmo (Suécia) - Individual, no Castelo Spokslott
- 1975 - Washington (Estados Unidos) - Individual, na Art Gallery of The Brazilian Culture
- 1977 - São Paulo SP - Individual, na Galeria Azulão
- 1980 - São Paulo SP - Individual, na Galeria Ars Artis
- 1981 - São Paulo SP - Individual Arte em Xerox, na Pinacoteca do Estado
- 1983 - São Paulo SP - Individual, na Galeria Ars Artis
- 1989 - São Paulo SP - Retrospectiva, na Galeria de Arte Paulo Vasconcelos
- 1999 - Santos SP - Retrospectiva, na Pinacoteca Benedito Calixto
- 2003 - São Paulo SP - Flores Fantásticas e Máscaras, no Espaço Cultural BM&F
- 2004 - São Paulo SP - O Letrismo e o Mecanicismo na Obra de Niobe Xandó, no MAM/SP
- 2007 - Ribeirão Preto SP - Individual, na Galeria de Arte Marcelo Guarnieri
- 2008 - Curitiba PR - Mostra Antológica, no Museu Oscar Niemeyer

### Exposições coletivas
Conforme a Enciclopédia Itaú Cultural:
- 1951, 56 65 - Salão Paulista de Arte Moderna, na Galeria Prestes Maia, São Paulo (pequena medalha de prata na edição de 1956 e prêmio Governador do Estado na de 1965).
- 1959 - 4º Mostra Internacional, Museu de Arte Moderna, Paris, França.
- 1969 - Três Desenhistas (juntamente com Grimberg e Macreau), Galeria Ivan Spencer, Ibiza, Espanha.
- 1970 - 12 Artistas Brasileiros Contemporâneos, Universidade de Liverpool, Liverpool, Inglaterra.
- 1982 - Arte Latino-Americana Contemporânea, Nova York. Estados Unidos.
- 1982 - Mulheres das Américas, Kouros Gallery, Nova York.
- 1985 - 7º Exposição de Belas Artes Brasil-Japão, Atami, Kioto e Tóquio, Japão; Rio de Janeiro e São Paulo.
- 2001 - Tendências Abstratas: mostra de acervo, Museu de Arte Contemporânea de Campinas, Campinas, SP.